# Mićo Janić
Mićo Janić je kajakaš iz Bačke Palanke. Član je kluba Elit-KK iz Bačke Palanke.
Sin je jugoslavenskog reprezentativca u kajaku, Milana Janića, a brat kajakašice Nataše Janić, koja je nastupala za reprezentaciju Srbije i Crne Gore te poslije za Mađarsku.
1998. je dobio Spartakovu nagradu, najviše vojvođansko priznanje u športu. Njegov brat Stjepan Janić je iste godine također dobio tu nagradu.
Mićo Janić je nastupao za reprezentaciju Srbije i Crne Gore, kao i njegov brat koji je nakon 2004. nastupao za Hrvatsku.

## Športski uspjesi
Višestruki državni prvak u kajaku jednosjedu i dvosjedu.

### Svjetska prvenstva
- 1997. - svjetsko juniorsko prvenstvo
  - 3. mjesto u kajaku dvosjedu na 1000 m[2]
- 1998. - Svjetsko juniorsko prvenstvo u Segedinu, Mađarska
  - 2. mjesto na 1000 metara s bratom Stjepanom Janićem

## Obitelj
Sestra Nataša Janić, mađarska olimpijka, osvajačica medalja u kajaku na Olimpijskim igrama: dvije zlatne medalje u Ateni 2004. i zlatne i srebrne medalje u Pekingu 2008.